# Wesselsteinbach
Wesselsteinbach ist ein Ortsteil im Stadtteil Herkenrath von Bergisch Gladbach.

## Geschichte
Die mittelalterliche Siedlungsgründung Wesselsteinbach wird im Urkataster südlich der Landstraße von Sand nach Herkenrath verzeichnet. Der Einzelhof war auch unter der Bezeichnung Gut Steinbach bekannt. Es gehörte mit 57 Morgen Land zum Grundbesitz des Ritterguts Lerbach.
Laut der Uebersicht des Regierungs-Bezirks Cöln besaß der als „Bauergüter“ kategorisierte Ort 1845 drei Wohnhäuser. Zu dieser Zeit lebten 19 Einwohner im Ort, alle katholischen Glaubens. Die damalige Schreibweise des Ortsnamens lautete Wessel-Steinbach.